# La Science illustrée
La Science illustrée fue un semanario de divulgación científica creado por Adolphe Bitard  en diciembre de 1887 y continuado por Louis Figuier después de la muerte de su director a comienzos de 1888.
Ampliamente ilustrado, contiene desde el número 4: novelas y cuentos cortos por episodio. Las novelas fueron firmadas, entre otros, por Louis-Henri Boussenard, Julio Verne y Albert Robida. También se pueden encontrar las firmas de varios redactores de las revistas La Nature y la Revue scientifique. 

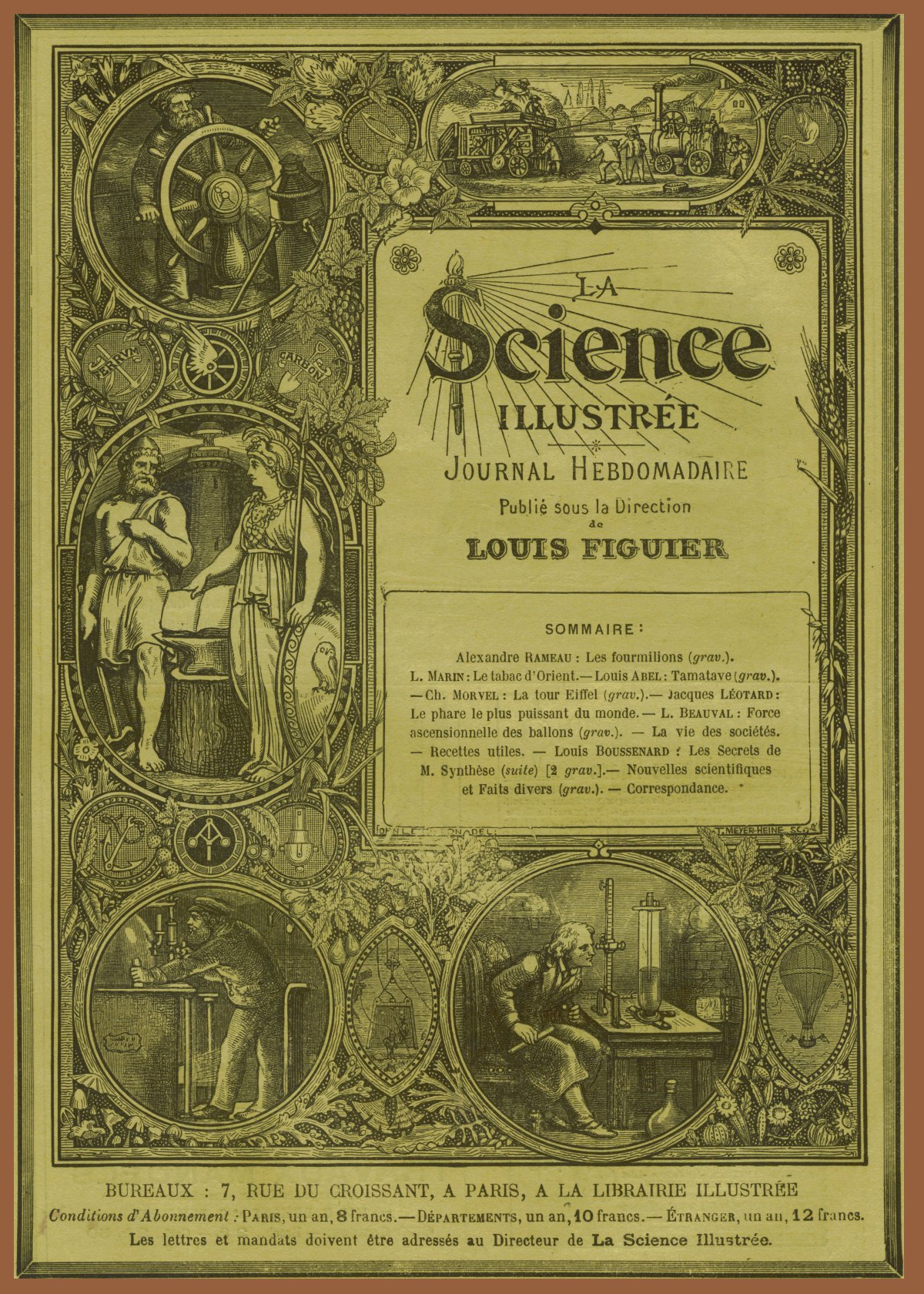
Una de las primeras ediciones de La Science illustrée de 1888.

Entre los sabios y literatos que escribieron artículos se encuentran: Philippe Auquier, Victor Baudot, Adolphe Bitard, Gaston Bonnefont, Georges Borrel, Émile Desbeaux, Frédéric Dillaye, Max Duchanoy, Charles Épheyre, Louis Figuier, Camille Flammarion, Wilfrid de Fonvielle, Marc Le Roux, G. Lenotre, Pol Martefani, Georges Moynet, Henri de Parville, Maurice Rambarbe, Alexandre Rameau, Gustave Regelsperger, Albert Robida, Clémence Royer, Victorien Sardou, Guy Tommel.
- Además se publicó una revista denominada La Science illustrée, que salió luz en 1876.
- No se debe confundir con otra revista mensual, que apareció en 1989.